# 2. Handball-Bundesliga 2008/09
Die Saison 2008/2009 der 2. Handball-Bundesliga ist die 28. in ihrer Geschichte und startete wie in den Jahren zuvor mit einer Nord- und einer Südstaffel. 36 Mannschaften spielen um den Aufstieg in die höchste deutsche Spielklasse. Die erstplatzierten Vereine der Tabelle steigen direkt in die 1. Handball-Bundesliga auf. Die letzten zwei Vereine jeder Staffel müssen den Gang in die Regionalliga antreten.

## Modus
Der Modus ist jeder gegen jeden mit einem Heim- und Auswärtsspiel. Die erstplatzierte Mannschaft jeder Staffel steigt am Ende der Saison direkt in die 1. Handball-Bundesliga auf. Die zweitplatzierten spielen mit einem Bundesligist den dritten Aufsteiger aus. Die letzten zwei Mannschaften jeder Staffel steigen direkt in die Regionalliga ab. Die drittletzten jeder Staffel spielen den letzten Absteiger aus. Bei Punktgleichheit entscheidet die bessere Tordifferenz. Bei gleicher Tordifferenz sind Entscheidungsspiele anzusetzen.

## Staffel Nord

### Tabelle
| Pl. | Verein                 | Sp | S  | U | N  | Tore        | Diff. | Punkte  |
| --- | ---------------------- | -- | -- | - | -- | ----------- | ----- | ------- |
| 1.  | TuS N-Lübbecke (A)     | 34 | 33 | 0 | 1  | 1077 : 0808 | + 269 | 66 : 02 |
| 2.  | TSV Hannover-Burgdorf  | 34 | 27 | 1 | 6  | 1083 : 0891 | + 192 | 55 : 13 |
| 3.  | ASV Hamm               | 34 | 25 | 4 | 5  | 1089 : 0934 | + 155 | 54 : 14 |
| 4.  | Ahlener SG             | 34 | 21 | 5 | 8  | 1008 : 0910 | + 098 | 47 : 21 |
| 5.  | TV Emsdetten           | 34 | 21 | 4 | 9  | 1005 : 0929 | + 076 | 46 : 22 |
| 6.  | HSG Varel              | 34 | 22 | 0 | 12 | 1018 : 0963 | + 055 | 44 : 24 |
| 7.  | Wilhelmshavener HV (A) | 34 | 17 | 5 | 12 | 0992 : 0959 | + 033 | 39 : 29 |
| 8.  | VfL Bad Schwartau (N)  | 34 | 16 | 4 | 14 | 1067 : 1016 | + 051 | 36 : 32 |
| 9.  | Eintracht Hildesheim   | 34 | 15 | 2 | 17 | 0977 : 0988 | − 011 | 32 : 36 |
| 10. | SV Post Schwerin       | 34 | 15 | 1 | 18 | 0927 : 0916 | + 011 | 31 : 37 |
| 11. | SC Magdeburg II        | 34 | 13 | 4 | 17 | 0972 : 0989 | − 017 | 30 : 38 |
| 12. | Dessau-Roßlauer HV     | 34 | 13 | 4 | 17 | 0959 : 1000 | − 041 | 30 : 38 |
| 13. | HSV Hannover           | 34 | 12 | 1 | 21 | 0938 : 1007 | − 069 | 23 : 43 |
| 14. | HC Empor Rostock       | 34 | 10 | 1 | 23 | 0969 : 1086 | − 117 | 21 : 47 |
| 15. | TSV Altenholz          | 34 | 7  | 4 | 23 | 0960 : 1060 | − 100 | 18 : 50 |
| 16. | SV Anhalt Bernburg     | 34 | 5  | 4 | 25 | 0918 : 1021 | − 103 | 14 : 54 |
| 17. | OHV Aurich             | 34 | 5  | 2 | 27 | 0885 : 1060 | − 175 | 12 : 56 |
| 18. | TSV Bremervörde (N)    | 34 | 5  | 2 | 27 | 0854 : 1161 | − 307 | 12 : 56 |

### Entscheidungen
|     | Aufsteiger in die 1. Bundesliga                          |
|     | Teilnahme an den Relegationsspielen zur 1. Bundesliga    |
|     | Teilnahme an den Relegationsspielen zu den Regionalligen |
|     | Absteiger in die Regionalligen                           |
| (N) | Aufsteiger der letzten Saison                            |
| (A) | Absteiger der letzten Saison                             |

Aufsteiger in die 1. Bundesliga: TuS N-Lübbecke, TSV Hannover-Burgdorf

Absteiger in die Regionalliga: OHV Aurich, TSV Bremervörde

### Kreuztabelle
Die Kreuztabelle stellt die Ergebnisse aller Spiele dieser Saison dar. Die Heimmannschaft ist in der linken Spalte, die Gastmannschaft in der oberen Zeile aufgelistet.
| 2008/09               | TuS N-Lübbecke | Wilhelmshavener HV | Eintracht Hildesheim | ASV Hamm | TV Emsdetten | TSV Hannover-Burgdorf | Ahlener SG |       | SV Anhalt Bernburg |       | OHV Aurich | SC Magdeburg II | DHV   |       |       | TSV Altenholz | VfL Bad Schwartau | Bre   |
| --------------------- | -------------- | ------------------ | -------------------- | -------- | ------------ | --------------------- | ---------- | ----- | ------------------ | ----- | ---------- | --------------- | ----- | ----- | ----- | ------------- | ----------------- | ----- |
| TuS N-Lübbecke        |                | 26:23              | 26:24                | 31:25    | 28:21        | 26:17                 | 27:23      | 26:17 | 33:22              | 28:23 | 41:22      | 32:21           | 39:20 | 29:22 | 37:27 | 35:23         | 34:27             | 46:21 |
| Wilhelmshavener HV    | 26:29          |                    | 34:31                | 28:36    | 24:24        | 28:29                 | 27:27      | 27:23 | 29:26              | 29:30 | 39:25      | 32:29           | 30:30 | 29:22 | 36:36 | 38:29         | 32:28             | 30:24 |
| Eintracht Hildesheim  | 22:29          | 26:25              |                      | 27:31    | 37:30        | 27:32                 | 24:24      | 30:29 | 35:27              | 26:31 | 34:25      | 32:30           | 34:32 | 26:27 | 28:24 | 34:24         | 33:38             | 32:27 |
| ASV Hamm              | 31:28          | 25:28              | 24:23                |          | 29:29        | 27:25                 | 28:30      | 29:23 | 36:34              | 36:27 | 31:27      | 41:27           | 34:30 | 34:20 | 34:25 | 42:29         | 43:33             | 32:18 |
| TV Emsdetten          | 27:32          | 29:35              | 37:26                | 25:25    |              | 29:30                 | 23:27      | 32:21 | 28:27              | 26:39 | 32:24      | 33:28           | 33:29 | 32:23 | 40:29 | 31:30         | 35:34             | 41:23 |
| TSV Hannover-Burgdorf | 24:28          | 32:24              | 34:37                | 21:22    | 25:26        |                       | 35:26      | 35:24 | 32:29              | 43:27 | 38:19      | 30:24           | 39:30 | 29:23 | 43:28 | 36:27         | 31:25             | 34:25 |
| Ahlener SG            | 24:27          | 36:28              | 32:28                | 29:29    | 24:33        | 28:28                 |            | 26:28 | 28:17              | 26:28 | 37:25      | 34:31           | 24:34 | 24:32 | 38:23 | 34:25         | 26:25             | 37:26 |
| SV Post Schwerin      | 28:31          | 25:17              | 23:19                | 31:36    | 20:19        | 18:24                 | 26:32      |       | 30:24              | 27:24 | 37:24      | 28:24           | 29:20 | 24:18 | 28:23 | 26:18         | 28:31             | 40:16 |
| SV Anhalt Bernburg    | 33:34          | 25:31              | 26:27                | 26:26    | 19:26        | 30:34                 | 23:25      | 25:25 |                    | 31:41 | 26:31      | 31:30           | 28:24 | 22:25 | 28:24 | 35:35         | 27:28             | 32:32 |
| HSG Varel             | 27:30          | 27:25              | 36:28                | 26:33    | 32:35        | 30:34                 | 27:31      | 34:28 | 28:24              |       | 32:26      | 31:24           | 31:27 | 35:29 | 25:22 | 33:30         | 31:30             | 44:26 |
| OHV Aurich            | 29:39          | 34:39              | 30:30                | 31:34    | 21:22        | 28:31                 | 23:31      | 27:32 | 29:31              | 19:22 |            | 26:33           | 32:20 | 23:27 | 27:29 | 33:29         | 31:30             | 31:30 |
| SC Magdeburg II       | 22:28          | 30:30              | 29:30                | 26:27    | 20:27        | 24:32                 | 31:31      | 27:25 | 28:24              | 24:20 | 37:35      |                 | 26:26 | 36:28 | 34:30 | 34:27         | 28:27             | 37:21 |
| Dessau-Roßlauer HV    | 23:35          | 31:32              | 21:20                | 28:33    | 26:29        | 23:40                 | 23:24      | 25:23 | 33:27              | 27:23 | 30:17      | 29:28           |       | 34:31 | 31:23 | 33:32         | 33:33             | 33:24 |
| TSV Hannover-Anderten | 23:36          | 27:30              | 25:30                | 29:26    | 24:27        | 25:34                 | 27:38      | 40:38 | 26:30              | 32:35 | 29:19      | 33:27           | 24:34 |       | 34:30 | 34:27         | 24:25             | 40:23 |
| HC Empor Rostock      | 20:34          | 34:29              | 38:34                | 32:40    | 31:25        | 28:34                 | 28:33      | 33:24 | 33:32              | 27:30 | 25:24      | 26:27           | 28:24 | 30:32 |       | 36:33         | 35:39             | 29:23 |
| TSV Altenholz         | 27:32          | 24:25              | 30:29                | 27:41    | 32:34        | 25:29                 | 24:25      | 37:34 | 30:26              | 26:27 | 25:25      | 23:32           | 29:29 | 31:24 | 34:23 |               | 24:24             | 30:25 |
| VfL Bad Schwartau     | 22:27          | 28:26              | 25:26                | 35:29    | 28:28        | 31:33                 | 26:32      | 37:27 | 35:22              | 31:28 | 36:25      | 30:34           | 40:33 | 32:32 | 42:33 | 34:32         |                   | 38:25 |
| TSV Bremervörde       | 22:34          | 22:27              | 33:28                | 26:40    | 27:37        | 22:36                 | 21:42      | 26:38 | 30:29              | 23:34 | 22:20      | 30:30           | 26:34 | 28:27 | 30:27 | 28:32         | 29:40             |       |

### Statistiken

#### Torschützenliste
Die Torschützenliste zeigt die drei besten Torschützen in der 2. Handball-Bundesliga Nord 2009. Zu sehen sind die Nation des Spielers, der Name, die Position, der Verein, die gespielten Spiele, die Tore und die 7-m-Tore.
| Pl. | Nation      | Spieler           | Pos. | Verein                  | Sp. | Tore | 7 m |
| --- | ----------- | ----------------- | ---- | ----------------------- | --- | ---- | --- |
| 1.  | Deutschland | Marcus Hock       | (RL) | ASV Hamm 04/69 Handball | 34  | 258  | 91  |
| 2.  | Deutschland | Dennis Tretow     | (LA) | VfL Bad Schwartau       | 34  | 233  | 57  |
| 3.  | Polen       | Maciek Tłuczyński | (RM) | TSV Hannover-Anderten   | 34  | 215  | 73  |

#### Bester 7-m-Werfer
In der Tabelle stehen die drei besten 7-m-Werfer der 2. Handball-Bundesliga Nord 2009. Zu sehen sind die Nation des Spielers, der Name, die Position, der Verein, die gespielten Spiele, die 7-m-Tore, die 7-m-Versuche und die 7-m-Quote.
| Pl. | Nation      | Spieler           | Pos. | Verein                  | Sp. | 7 m | Ver. | Quote |
| --- | ----------- | ----------------- | ---- | ----------------------- | --- | --- | ---- | ----- |
| 1.  | Polen       | Tomasz Tłuczyński | (LA) | TSV Hannover-Burgdorf   | 34  | 113 | 133  | 85 %  |
| 2.  | Deutschland | Marcus Hock       | (RL) | ASV Hamm 04/69 Handball | 34  | 91  | 118  | 77 %  |
| 3.  | Deutschland | Nick Heinemann    | (RA) | SV Anhalt Bernburg      | 34  | 87  | 118  | 74 %  |

## Staffel Süd

### Tabelle
| Pl. | Verein                     | Sp | S  | U | N  | Tore        | Diff. | Punkte  |
| --- | -------------------------- | -- | -- | - | -- | ----------- | ----- | ------- |
| 1.  | HSG Düsseldorf             | 34 | 26 | 6 | 2  | 1068 : 0904 | + 164 | 58 : 10 |
| 2.  | TSG Friesenheim            | 34 | 22 | 3 | 9  | 1040 : 0934 | + 106 | 47 : 21 |
| 3.  | Bergischer HC 06           | 34 | 19 | 6 | 9  | 1096 : 0998 | + 098 | 44 : 24 |
| 4.  | SG BBM Bietigheim          | 34 | 18 | 3 | 13 | 1070 : 1043 | + 027 | 39 : 29 |
| 5.  | ThSV Eisenach              | 34 | 16 | 5 | 13 | 0999 : 0948 | + 051 | 37 : 31 |
| 6.  | TSG Münster*               | 34 | 17 | 3 | 14 | 1026 : 1042 | − 016 | 37 : 31 |
| 7.  | TV 05/07 Hüttenberg        | 34 | 17 | 2 | 15 | 0967 : 0943 | + 024 | 36 : 32 |
| 8.  | TV Bittenfeld              | 34 | 16 | 4 | 14 | 0989 : 0985 | + 04  | 36 : 32 |
| 9.  | TSG Groß-Bieberau (N)      | 34 | 17 | 2 | 15 | 0943 : 0941 | + 02  | 36 : 32 |
| 10. | HR Ortenau**               | 34 | 16 | 3 | 15 | 1025 : 1040 | − 015 | 35 : 33 |
| 11. | 1. SV Concordia Delitzsch  | 34 | 15 | 4 | 15 | 1002 : 0976 | + 026 | 34 : 34 |
| 12. | EHV Aue                    | 34 | 15 | 3 | 16 | 0949 : 0985 | − 036 | 33 : 35 |
| 13. | SG Wallau*                 | 34 | 14 | 2 | 18 | 1026 : 1047 | − 021 | 30 : 38 |
| 14. | HC Erlangen (N)            | 34 | 12 | 5 | 17 | 0932 : 0933 | − 01  | 29 : 39 |
| 15. | HSC 2000 Coburg            | 34 | 12 | 4 | 18 | 1012 : 1067 | − 055 | 28 : 40 |
| 16. | TUSPO Obernburg            | 34 | 11 | 5 | 18 | 0940 : 0987 | − 047 | 27 : 41 |
| 17. | Leichlinger TV*** (N)      | 34 | 6  | 5 | 23 | 1017 : 1143 | − 126 | 17 : 51 |
| 18. | HG Oftersheim/Schwetzingen | 34 | 3  | 3 | 28 | 0853 : 1038 | − 185 | 09 : 59 |

### Entscheidungen
|     | Aufsteiger in die 1. Bundesliga                          |
|     | Teilnahme an den Relegationsspielen zur 1. Bundesliga    |
|     | Teilnahme an den Relegationsspielen zu den Regionalligen |
|     | Absteiger in die Regionalligen                           |
| (N) | Aufsteiger der letzten Saison                            |
| (A) | Absteiger der letzten Saison                             |

Aufsteiger in die 1. Bundesliga: HSG Düsseldorf

Absteiger in die Regionalliga: HG Oftersheim/Schwetzingen, HR Ortenau
* Die TSG Münster und SG Wallau bildeten ab der Saison 2009/10 die HSG FrankfurtRheinMain.

** Die HR Ortenau löste sich zum Ende der Saison auf.

*** Der Leichlinger TV musste nicht absteigen, da sonst die Regelstärke unterschritten worden wäre.

### Kreuztabelle
Die Kreuztabelle stellt die Ergebnisse aller Spiele dieser Saison dar. Die Heimmannschaft ist in der linken Spalte, die Gastmannschaft in der oberen Zeile aufgelistet.
| 2008/09 4. Spieltag         |         | HR Ortenau | HSC 2000 Coburg | BHC     | TSG Friesenheim | SG Bietigheim-Metterzimmern | SG Wallau/Massenheim | TV Hüttenberg | TV Bittenfeld | ThSV Eisenach | TUSPO Obernburg | TSG Münster | EHV Aue | 1. SV Concordia Delitzsch | HG Oftersheim/Schwetzingen | TSG Groß-Bieberau | HC Erlangen |         |
| --------------------------- | ------- | ---------- | --------------- | ------- | --------------- | --------------------------- | -------------------- | ------------- | ------------- | ------------- | --------------- | ----------- | ------- | ------------------------- | -------------------------- | ----------------- | ----------- | ------- |
| HSG Düsseldorf              |         | -- : --    | -- : --         | -- : -- | -- : --         | -- : --                     | -- : --              | -- : --       | -- : --       | -- : --       | -- : --         | -- : --     | -- : -- | -- : --                   | -- : --                    | 27:22             | 33:32       | -- : -- |
| HR Ortenau                  | -- : -- |            | -- : --         | 27:27   | -- : --         | -- : --                     | -- : --              | -- : --       | -- : --       | -- : --       | -- : --         | -- : --     | -- : -- | 29:24                     | -- : --                    | -- : --           | -- : --     | -- : -- |
| HSC 2000 Coburg             | -- : -- | -- : --    |                 | -- : -- | -- : --         | -- : --                     | 35:33                | -- : --       | -- : --       | -- : --       | -- : --         | -- : --     | -- : -- | 30:29                     | -- : --                    | -- : --           | -- : --     | -- : -- |
| Bergischer Handball-Club 06 | -- : -- | -- : --    | -- : --         |         | -- : --         | -- : --                     | -- : --              | 31:31         | -- : --       | -- : --       | 40:33           | -- : --     | -- : -- | -- : --                   | -- : --                    | -- : --           | -- : --     | -- : -- |
| TSG Friesenheim             | 34:38   | -- : --    | -- : --         | -- : -- |                 | -- : --                     | -- : --              | -- : --       | -- : --       | -- : --       | -- : --         | 33:30       | -- : -- | -- : --                   | -- : --                    | -- : --           | -- : --     | -- : -- |
| SG Bietigheim-Metterzimmern | -- : -- | -- : --    | -- : --         | -- : -- | -- : --         |                             | -- : --              | -- : --       | 27:28         | -- : --       | -- : --         | -- : --     | -- : -- | -- : --                   | 39:27                      | -- : --           | -- : --     | -- : -- |
| SG Wallau                   | -- : -- | 30:31      | -- : --         | -- : -- | -- : --         | -- : --                     |                      | -- : --       | -- : --       | -- : --       | -- : --         | -- : --     | 22:30   | -- : --                   | -- : --                    | -- : --           | -- : --     | -- : -- |
| TV Hüttenberg               | -- : -- | -- : --    | -- : --         | -- : -- | -- : --         | 31:34                       | -- : --              |               | -- : --       | -- : --       | -- : --         | -- : --     | 33:23   | -- : --                   | -- : --                    | -- : --           | -- : --     | -- : -- |
| TV Bittenfeld               | -- : -- | -- : --    | -- : --         | -- : -- | 30:30           | -- : --                     | -- : --              | -- : --       |               | -- : --       | -- : --         | -- : --     | -- : -- | -- : --                   | -- : --                    | -- : --           | -- : --     | 34:28   |
| ThSV Eisenach               | -- : -- | -- : --    | -- : --         | -- : -- | 29:29           | -- : --                     | -- : --              | -- : --       | -- : --       |               | -- : --         | 26:31       | -- : -- | -- : --                   | -- : --                    | -- : --           | -- : --     | -- : -- |
| TUSPO Obernburg             | -- : -- | -- : --    | -- : --         | -- : -- | -- : --         | 24:24                       | -- : --              | -- : --       | -- : --       | -- : --       |                 | -- : --     | -- : -- | -- : --                   | -- : --                    | 28:19             | -- : --     | -- : -- |
| TSG Münster                 | -- : -- | -- : --    | 39:41           | -- : -- | -- : --         | -- : --                     | -- : --              | -- : --       | -- : --       | -- : --       | -- : --         |             | -- : -- | -- : --                   | -- : --                    | -- : --           | 22:21       | -- : -- |
| EHV Aue                     | -- : -- | 34:32      | -- : --         | -- : -- | -- : --         | -- : --                     | -- : --              | -- : --       | -- : --       | -- : --       | -- : --         | -- : --     |         | -- : --                   | 31:31                      | -- : --           | -- : --     | -- : -- |
| 1. SV Concordia Delitzsch   | -- : -- | -- : --    | -- : --         | -- : -- | -- : --         | -- : --                     | 25:26                | 30:31         | -- : --       | -- : --       | -- : --         | -- : --     | -- : -- |                           | -- : --                    | -- : --           | -- : --     | -- : -- |
| HG Oftersheim/Schwetzingen  | -- : -- | -- : --    | -- : --         | 29:33   | -- : --         | -- : --                     | -- : --              | -- : --       | -- : --       | -- : --       | -- : --         | -- : --     | -- : -- | -- : --                   |                            | -- : --           | -- : --     | -- : -- |
| TSG Groß-Bieberau           | -- : -- | -- : --    | -- : --         | -- : -- | -- : --         | -- : --                     | -- : --              | -- : --       | 36:20         | 21:22         | -- : --         | -- : --     | -- : -- | -- : --                   | -- : --                    |                   | -- : --     | -- : -- |
| HC Erlangen                 | -- : -- | -- : --    | 36:28           | -- : -- | -- : --         | -- : --                     | -- : --              | -- : --       | -- : --       | 35:29         | -- : --         | -- : --     | -- : -- | -- : --                   | -- : --                    | -- : --           |             | -- : -- |
| Leichlinger TV              | 31:36   | -- : --    | -- : --         | -- : -- | -- : --         | -- : --                     | -- : --              | -- : --       | -- : --       | -- : --       | 27:27           | -- : --     | -- : -- | -- : --                   | 31:38                      | -- : --           | -- : --     |         |

### Statistiken

#### Torschützenliste
Die Torschützenliste zeigt die drei besten Torschützen in der 2. Handball-Bundesliga Süd 2009. Zu sehen sind die Nation des Spielers, der Name, die Position, der Verein, die gespielten Spiele, die Tore und die 7-m-Tore.
| Pl. | Nation      | Spieler        | Pos. | Verein                    | Sp. | Tore | 7 m |
| --- | ----------- | -------------- | ---- | ------------------------- | --- | ---- | --- |
| 1.  | Slowakei    | Martin Hummel  | (--) | 1. SV Concordia Delitzsch | 34  | 221  | 18  |
| 2.  | Deutschland | David Kreckler | (--) | Leichlinger TV            | 34  | 220  | 100 |
| 3.  | Deutschland | Sven Pausch    | (RR) | HSG FrankfurtRheinMain    | 34  | 217  | 80  |

#### Bester 7-m-Werfer
In der Tabelle stehen die drei besten 7-m-Werfer der 2. Handball-Bundesliga Süd 2009. Zu sehen sind die Nation des Spielers, der Name, die Position, der Verein, die gespielten Spiele, die 7-m-Tore, die 7-m-Versuche und die 7-m-Quote.
| Pl. | Nation      | Spieler          | Pos. | Verein                      | Sp. | 7 m | Ver. | Quote |
| --- | ----------- | ---------------- | ---- | --------------------------- | --- | --- | ---- | ----- |
| 1.  | Deutschland | Frank Berblinger | (RA) | HSG Düsseldorf              | 29  | 105 | 122  | 86 %  |
| 2.  | Deutschland | David Kreckler   | (--) | Leichlinger TV              | 34  | 100 | 135  | 74 %  |
| 3.  | Deutschland | Nico Kibat       | (RM) | SG Bietigheim-Metterzimmern | 34  | 83  | 104  | 80 %  |

## Relegation

### Zur Bundesliga
Aus der Handball-Bundesliga 2008/09 musste kein Verein in die Relegation. Grund hierfür war der Zwangsabstieg vom TUSEM Essen, der HSG Nordhorn-Lingen und der Abstieg vom Stralsunder HV. Aus der 2. Handball-Bundesliga nahmen die TSG Friesenheim und die TSV Hannover-Burgdorf teil. Der Gewinner zwischen dem zweiten der Staffel Nord und Süd stieg direkt in die Bundesliga auf. Das Hinspiel fand am 29. Mai 2009 statt, das Rückspiel am 6. Juni 2009.
| 2. Staffel Süd  | 2. Staffel Nord       | Hinspiel                | Rückspiel               | Gesamt  |
| --------------- | --------------------- | ----------------------- | ----------------------- | ------- |
| TSG Friesenheim | TSV Hannover-Burgdorf | 29.05.09, Sa. 19:30 Uhr | 06.06.09, Sa. 19:30 Uhr | 49 : 49 |
| TSG Friesenheim | TSV Hannover-Burgdorf | 31 : 24 (17 : 11)       | 18 : 25 (10 : 14)       | 49 : 49 |

TSV Hannover-Burgdorf qualifizierte sich aufgrund der Auswärtstorregel für die Bundesliga.

### Zur Regionalliga
Zur Relegation in die Regionalliga nahmen der TUSPO Obernburg und der SV Anhalt Bernburg teil.
Das Hinspiel fand am 30. Mai 2009 statt, das Rückspiel am 6. Juni 2009.
| 16. Staffel Süd | 16. Staffel Nord   | Hinspiel                | Rückspiel               | Gesamt  |
| --------------- | ------------------ | ----------------------- | ----------------------- | ------- |
| TUSPO Obernburg | SV Anhalt Bernburg | 30.05.09, So. 19:00 Uhr | 06.06.09, Sa. 16:30 Uhr | 72 : 65 |
| TUSPO Obernburg | SV Anhalt Bernburg | 33 : 32 (16 : 14)       | 39 : 33 (17 : 16)       | 72 : 65 |

Der Verlierer SV Anhalt Bernburg musste nicht absteigen, da sonst die Regelstärke der 2. Liga deutlich unterschritten worden wäre.